# Lucas Perlitz
Lucas Perlitz (* 22. März 1975) ist ein ehemaliger deutscher Basketballspieler.

## Werdegang
Perlitz wechselte 1994 aus Jena zum MTV 1846 Gießen in die Basketball-Bundesliga. 1995 verließ der 1,99 Meter große Flügelspieler die Mittelhessen wieder. Perlitz spielte bis 2004 für den TuS Jena in der 2. Basketball-Bundesliga Süd und in der Saison 2004/05 für Jenas zweite Herrenmannschaft in der 1. Regionalliga.